# Plouër-sur-Rance

Plouër-sur-Rance este o comună în departamentul  Côtes-d'Armor, Franța. În 1 ianuarie 2022 avea o populație de 3.423 de locuitori.